# Polidoro (hijo de Cadmo)

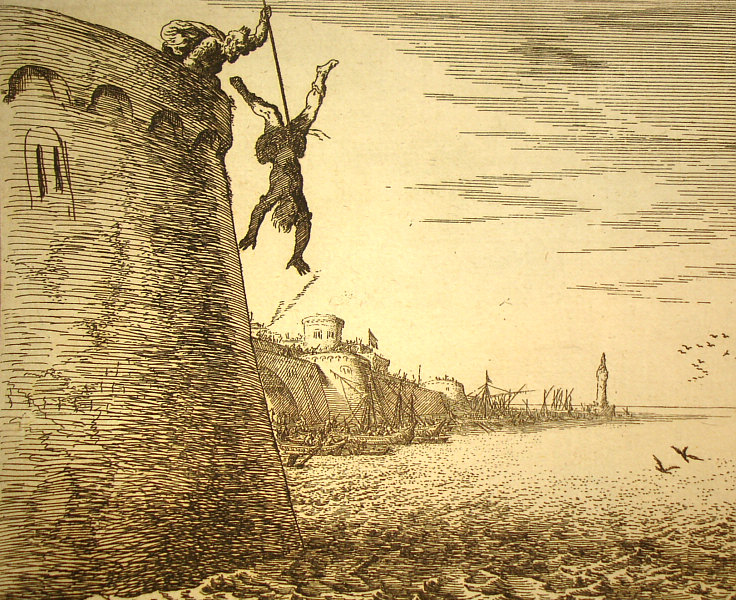
Grabado de Johann Wilhelm Bauer que muestra la muerte de Polidoro.

En la mitología griega, Polidoro (en griego antiguo: Πολύδωρος/Polúdôros) era hijo de Cadmo y Harmonía. Su esposa fue Nicteide y tuvo como hijo a Lábdaco. En algunas tradiciones Cadmo le dejó el trono de Tebas cuando se trasladaron a Iliria; en otras, acompañó a Iliria a su padre y en otras Penteo le quitó el trono de Tebas una vez que su padre se hubo marchado de la ciudad. Penteo nunca llegó a ser rey, no obstante en razón de su nacimiento y de su amistad con Polidoro, tuvo mucha influencia en Tebas. Se dice también que, juntamente con el rayo lanzado en el tálamo de Sémele, cayó un leño del cielo, y que Polidoro, adornando este leño con bronce, lo llamó Cadmeo.
Según Nono de Panópolis, nació mucho después que sus hermanas  y fue apartado del trono por su sobrino Penteo. Después de la muerte de Penteo, Cadmo y Harmonía partieron de Tebas y se establecieron en el país de los enquelios, y Polidoro se convirtió en rey. En una rara versión Polidoro es hijo de Agénor, a su vez hijo de Belo.
Los autores griegos no especifican cómo murió, pero Pausanias dice que «al sentirse cerca del final, recomendó para sucederle a su hijo Nicteo».

| Predecesor: Penteo | Reyes de Tebas | Sucesor: Nicteo |